# Alfredo Genovese
Alfredo Genovese (Buenos Aires, 1964) est un artiste argentin, qui passe actuellement pour l’un des pratiquants les plus en vue du fileteado, art ornemental spécifique de sa ville natale. Par ailleurs, ayant fait paraître plusieurs ouvrages sur le fileteado, il a acquis une réputation de théoricien et d'érudit dans le domaine de son art, et organise aussi des formations.

## Formation et études
Alfredo Genovese s’inscrivit en 1984 à l’école nationale des Beaux-Arts Prilidiano Pueyrredón à Buenos Aires. Cependant, le fileteado ne figurant pas au cursus de cet établissement, il dut, deux ans après, se faire initier dans cet art par le maître fileteador León Untroib. Ensuite, son activité évolua petit à petit du lettrage décoratif au fileteado.
En 1988, il se diplôma comme professeur de peinture, et entreprit peu après une périple de cinq ans, durant lequel il s’adonna à toutes sortes de travaux d’art et qui le conduisit d’abord en Italie pour deux ans, où il se perfectionna en sérigraphie artistique et en peinture murale, puis en Afrique du Nord, au Moyen-Orient, en Chine, en Inde, au Tibet et au Népal, où il s’attacha à observer et à comparer tous types de style décoratif.
En 1993, revenu à Buenos Aires, il travailla aux côtés de Cacho Monastirsky à la réalisation de peintures en trompe-l'œil. Trois ans plus tard, il fit connaissance avec Ricardo Gómez, l’un des derniers maîtres fileteadores à avoir exercé son art sur des chariots et charrettes de transport, qui consentit, dans le cadre d’une collaboration, à lui transmettre son savoir et son expérience en la matière. En 1999, ayant commencé à pratiquer la peinture corporelle, Alfredo Genovese introduisit le fileteado dans cet art également, et ensuite aussi dans le milieu du tatouage.

## Production théorique et enseignement
Son travail de compilation et de recherche sur le fileteado (iconographie et écrits théoriques) permit à Alfredo Genovese, d’une part, de mettre au point un programme de formation, de dispenser des cours et de diffuser la connaissance du fileteado en Argentine et à l’étranger (enseignant notamment, de 1998 à 2010, le fileteado portègne au centre culturel Ricardo Rojas, lequel appartient à l’université de Buenos Aires, UBA, mais aussi en Europe, à Madrid et Milan), et d’autre part, de faire paraître plusieurs ouvrages sur cet art, en particulier, en 2003, son premier livre, Tratado de fileteado porteño, véritable somme sur le fileteado (réédité en 2006 et 2009 aux Ediciones Porteñas), suivi en 2005 de Fileteado porteño, et en 2006 de Manual del filete porteño (dont une version anglaise parut en 2011 sous le titre The book of Filete porteño).

## Production artistique
Alfredo Genovese donna une impulsion considérable au filete porteño en le greffant sur d’autres formes d’art ou modes d’expression, en lui trouvant de nouveaux supports, en le concevant comme une forme de création syncrétique, en mettant en œuvre de nouveaux matériaux et de nouvelles techniques, et en étendant son champ d’activité à la création graphique et aux médias électroniques. Ainsi se vit-il confier la mise en forme de devantures de magasin, de pochettes de cédéroms, de campagnes publicitaires, de couvertures de magazine etc. pour le compte de grandes marques et enseignes, telles que Nike, Évian et la station de radio MuchMusic.
Beaucoup de ses œuvres s’évertuent à rompre les frontières stylistiques traditionnelles du fileteado par des approches techniques inhabituelles ou à travers des thématiques politiques, érotiques, ou irrévérencieuses, qui n’avaient pas de précédent avant lui.
En juin 2012, le conseil municipal de Buenos Aires declara Alfredo Genovese Éminente personnalité culturelle de la ville de Buenos Aires (en esp. Personalidad Destacada de la Cultura de la Ciudad de Buenos Aires).